# Louis Gordon (Dichter)
Louis Gordon (* 25. August 1936 in New York City; † 4. April 1976 ebenda) war ein US-amerikanischer Dichter der Beat-Generation.

## Leben und Werk
Louis Gordon gilt als radikalster Dichter der Beat-Generation. Er starb an einer Überdosis Heroin. Zu den Anhängern seiner Dichtungen gehören Charles Bukowski, Allen Ginsberg und Jack Kerouac.

## Zitat
„Ich sehe mich mehr als so eine Art Maler. Ich sehe diese Dinge dort draußen. Die Einsamkeit. Ein Mann, der sich tot säuft. Das alles existiert. Ich male es mit wenigen Strichen auf. Verflucht. Ich habe es zumindest versucht. Und das ist doch schon mal was.“ Louis Gordon

## Werke
- Some Girls (Black Sparrow Press), 1966